# Hoskins (Nebraska)
Hoskins is een plaats (village) in de Amerikaanse staat Nebraska, en valt bestuurlijk gezien onder Wayne County.

## Demografie
Bij de volkstelling in 2000 werd het aantal inwoners vastgesteld op 283. In 2006 is het aantal inwoners door het United States Census Bureau geschat op 261, een daling van 22 (-7,8%).

## Geografie
Volgens het United States Census Bureau beslaat de plaats een oppervlakte van 0,8 km², geheel bestaande uit land. Hoskins ligt op ongeveer 510 m boven zeeniveau.

## Plaatsen in de nabije omgeving
De onderstaande figuur toont nabijgelegen plaatsen in een straal van 20 km rond Hoskins.